# Hydnophora bonsai
Hydnophora bonsai är en korallart som beskrevs av Veron 1990. Hydnophora bonsai ingår i släktet Hydnophora och familjen Merulinidae. IUCN kategoriserar arten globalt som starkt hotad. Inga underarter finns listade i Catalogue of Life.